# Phường IV, thành phố Tây Ninh
Phường IV là một phường thuộc thành phố Tây Ninh, tỉnh Tây Ninh, Việt Nam.

## Địa lý
Phường IV nằm ở phía đông nam thành phố Tây Ninh, có vị trí địa lý:
- Phía đông và phía nam giáp thị xã Hòa Thành
- Phía tây giáp Phường 3
- Phía bắc giáp phường Hiệp Ninh.

Phường IV có diện tích 2,20 km², dân số năm 2022 là 17.916 người, mật độ dân số đạt 8.143 người/km².

## Hành chính
Phường IV được chia thành 6 khu phố: 1, 2, 3, 4, 5, 6.

## Lịch sử
Ngày 10 tháng 8 năm 2001, Chính phủ ban hành Nghị định số 46/2001/NĐ-CP về việc thành lập Phường IV trên cơ sở 139 ha diện tích tự nhiên và 7.815 nhân khẩu của xã Hiệp Tân; 49 ha diện tích tự nhiên và 3.408 nhân khẩu của xã Hiệp Ninh.
Phường IV có 188 ha diện tích tự nhiên và 11.223 nhân khẩu.
Ngày 29 tháng 12 năm 2013, Chính phủ ban hành Nghị quyết số 135/NQ-CP về việc thành lập thành phố Tây Ninh thuộc tỉnh Tây Ninh. Phường IV trực thuộc thành phố Tây Ninh.